# Ryszard Czeczel
Ryszard Czeczel (ur. 9 listopada 1948 w Prudniku) – polski muzyk i samorządowiec.

## Życiorys
Pochodzi z Prudnika. W 1963 przeprowadził się do Zakopanego, a następnie zamieszkał w Krakowie. W 1965 spotykał się w Piwnicy pod Baranami z jej współtwórcą Wiesławem Dymnym. Przez jakiś czas mieszkali razem.
W 1967 dołączył do zespołu rockowego Szwagry jako gitarzysta prowadzący. Następnie grał, między innymi, w Old Metropolitan Band, Grupie WIEM, Krywaniu i Extra Ball. W 1990 zamieszkał z powrotem w Prudniku. W 1997 założył zespół Czeczel Band wykonujący muzykę góralsko-bałkańską.
W swojej karierze współpracował między innymi z Markiem Grechutą, którego poznał na festiwalu Jazz nad Odrą, Jarosławem Śmietaną oraz Wiesławem Dymnym. Jest inicjatorem projektu Sound Connection Band, w którym występuje razem z Pawłem Muszyńskim.
W 2006, 2010, 2014 i 2018 został wybrany na radnego Rady Miejskiej w Prudniku z ramienia Platformy Obywatelskiej. W 2019 został niezależnym radnym.
Jest pomysłodawcą i dyrektorem artystycznym Międzynarodowego Festiwalu Jazzowego w Prudniku.
W 2023 został członkiem stowarzyszenia Porozumienie Samorządowe Powiatu Prudnickiego. W 2024 został zastępcą przewodniczącego Rady Działalności Pożytku Publicznego w Prudniku. Zadeklarował ubieganie się o stanowisko radnego Rady Miejskiej w Prudniku w wyborach samorządowych w tym samym roku z list KWW Grzegorza Zawiślaka – Porozumienie Samorządowe. Otrzymał 103 głosy, nie uzyskując mandatu.